# أموري كابيو
أموري كابيو (بالفرنسية: Amaury Capiot) (و. 1993  م) هو راكب دراجة هوائية بلجيكي.

## التصنيف
| السنة     | 2014 | 2015 | 2016 | 2017 | 2018 | 2019 | 2020 | 2021 | 2022 | 2023 | 2024 |
| --------- | ---- | ---- | ---- | ---- | ---- | ---- | ---- | ---- | ---- | ---- | ---- |
| عالمي     |      |      | 144  | 1086 | 278  | 167  | 79   | 170  | 67   | 2355 | 222  |
| أوروبا    | 377  | 168  | 42   | 687  | 151  | 138  | 65   | 146  | 55   | -    | -    |
|           |      |      |      |      |      |      |      |      |      |      |      |
| مصدر: UCI |      |      |      |      |      |      |      |      |      |      |      |

## سجل الفوز

### سباقات أو مراحل فاز بها
| التاريخ        | السباق                             | المركز                      |
| -------------- | ---------------------------------- | --------------------------- |
| 31 مايو 2015   | 2015 Velothon Berlin               | الرابع في التصنيف العام     |
| 08 أغسطس 2015  | طواف الدنمارك 2015                 | التاسع في تصنيف أفضل شاب    |
| 29 أغسطس 2015  | 2015 Omloop Mandel-Leie-Schelde    |                             |
| 12 مارس 2016   | روند فان درينثي 2016               | السادس في التصنيف العام     |
| 13 مارس 2016   | دوربينوكلوب روكفين 2016            | السابع في التصنيف العام     |
| 29 مايو 2016   | طواف بلجيكا 2016                   |                             |
| 12 يونيو 2016  | طواف ليمبورغ 2016                  | المرتبة 12 في التصنيف العام |
| 31 يوليو 2016  | طواف الدنمارك 2016                 | التاسع في تصنيف النقاط      |
| 27 أغسطس 2016  | 2016 Omloop Mandel-Leie-Schelde    |                             |
| 04 سبتمبر 2016 | جي بي دي فورميس 2016               | السابع في التصنيف العام     |
| 12 سبتمبر 2016 | جي بي مارسيل كينت 2016             | الرابع في التصنيف العام     |
| 30 يناير 2022  | سباق جائزة لا مارسيليس الكبرى 2022 | الأول في التصنيف العام      |

## روابط خارجية
- أموري كابيو على موقع الاتحاد الدولي للدراجات (الإنجليزية)
- أموري كابيو على موقع أرشيف الدراجات (الإنجليزية)
- أموري كابيو على موقع إحصائيات الدراجات الإحترافية (الإنجليزية)
- أموري كابيو على موقع نسبة الدراجات (الإنجليزية)